# Breidenbach (Hesse)
Pour les articles homonymes, voir Breidenbach.
Breidenbach est une municipalité allemande située dans l'arrondissement de Marbourg-Biedenkopf et dans le land de la Hesse.

## Politique et administration
| Période | Période  | Identité        | Étiquette | Qualité |
| ------- | -------- | --------------- | --------- | ------- |
| 1995    | 2001     | Artur Künkel    | SPD       |         |
| 2001    | 2013     | Werner Reitz    | SPD       |         |
| 2013    | en cours | Christoph Felkl | SPD       |         |